# Estetică
Estetica este un domeniu al filosofiei care are ca obiectiv principal analizarea frumosului în sens larg. Demersul esteticii are în vedere conceptualizarea frumosului artificial - creația umană, dar și conceptualizarea frumosului natural ca de exemplu - un peisaj, un apus de soare. Din această descriere se observă că estetica are un domeniu de interes mult mai larg decât filosofia artei, aceasta din urmă rezumându-se la analiza artei - deci a obiectelor create de om.

## Etimologie
Termenul estetică își are originea în termenul grecesc aistheton însemnând ceva capabil de a fi perceput prin intermediul simțurilor.
În filosofie termenul este introdus de A. G. Baumgarten în 1750 în lucrarea Aesthetica. Conform acestuia estetica este știința cunoașterii senzoriale. Baumgarten distinge între cunoașterea senzorială și cunoașterea pură (a gândirii) prin contrastul dintre scopul esteticii și al logicii: prima se preocupă de frumos, iar a doua de adevăr.

## Istoria esteticii
Reprezintă o etapă îndelungată de apreciere a varietăților frumosului și ale artei fără a fi definite în mod explicit.
În mileniul III î. Hr. are loc apariția scrisului, care reprezintă o evoluție în atitudinea estetică. Din mileniul III î. Hr. și până în secolul VI î. Hr., apar primele premise estetice. În această perioadă apar primele mitologii antice a bine cunoscutelor civilizații antice (Egiptul, India, China, Babilon etc.). Apare și se dezvoltă arhitectura, sculptura, muzica, teatrul, pictura, literatura etc. Însă conceptele despre frumos sunt diferite la egipteni, indieni sau chinezi. În această epocă era cunoscută „secțiunea de aur” (sectio aurea, proportio divina) și „numărul de aur” (1,618 phi). Literatura își are începuturile în această perioadă și este marcată de prima operă tragică - „Epopeea lui Ghilgameș”.
	1. Prima etapă a istoriei estetice cuprinde secolul VI î. Hr. - secolul XVIII d. Hr. - numită și etapa implicită a istoriei esteticii. La rândul ei, ea se împarte în mai multe subetape:
	1.1 Estetica Antică - secolul VI î. Hr. - secolele IV - V d. Hr.;
	1.2 Estetica Medievală - secolul VI d. Hr. - secolul XIII d. Hr.;
	1.3 Estetica Renașterii - secolul XV d. Hr. - secolul XVI d. Hr.;
	1.4 Începutul Epocii Moderne (Barocul și Rococo) - secolul XVI d. Hr. - secolul XVIII d. Hr. În această perioadă estetica se dezvoltă în cadrul filosofiei;
	2. Etapa a doua începe cu germanul Baumgarten, din 1750 până în zilele noastre sau este numită și etapa explicită. La rândul ei, ea se subîmparte în:
	2.1 Estetica Clasică Germană - sfârșitul secolului XVIII - mijlocul secolului XIX, reprezentată de Imannuel Kant și Hegel;
	2.2 Estetica Modernismului - mijlocul secolului XIX - mijlocul secolului XX. În această perioadă se dezvoltă pozitivismul estetic, impresionismul, modernismul, postmodernismul.

## Estetica media
Estetica aplicată în media tratează modul în care sunt structurate imaginile statice și în mișcare pentru a comunica un mesaj cu eficiență maximă. Estetica tradițională și metodele clasice de analiză a textelor media pot fi utilizate în principal doar pentru analiza lucrărilor existente, dar estetica media poate fi aplicată atât în analiză cât și în sinteză - în crearea de evenimente vizuale, filme, emisiuni TV sau diverse forme de interfețe Web. 
În comparație cu noțiunile de semiotică utile, dar limitate la decodarea mesajelor și deconstrucția textelor, conceptele teoretice ale esteticii media se bucură de un uz extins. Ele sunt folosite pentru codificarea și construcția mesajelor și textelor media. 
Estetica media studiază diversele elemente vizuale de bază ale evenimentelor cinematografice, televiziuale sau fotografice cum ar fi lumina, spațiul, sunetul și modul în care acestea pot fi structurate pentru clarificarea, intensificarea și sugerarea unei anumite percepțiia evenimentelor media. 
Herbert Zettl (2005) consideră că estetica media studiază cinci elemente estetice de bază ale imaginii care compun imaginile de film, televiziune și cele generate pe calculator: 
a) Lumina și culoarea
b) Spațiul bidimensional
c) Spațiul tridimensional
d) Timpul și mișcarea
e) Sunetul

## Meta-mesajele
Meta-mesajele sunt acelea care fixează cadrul perceptual pentru privitori. Acestea nu sunt construite prin narațiuni explicite, ci prin variabilele estetice de producție oferind fundalul, contextul în care privitorii încearcă să interpreteze aspectele evenimentului vizual. Unii teoreticieni precum Lev Kuleshov sau Pudovkin au demonstrat efectele meta-mesajelor prin diverse experimente. Unul dintre acestea presupune juxtapunerea prin montaj a unui close up cu figura lipsită de expresie a unui actor cu diverse alte cadre: un bol de supă, o femeie moartă într-un sicriu, o fetiță jucându-se cu un ursuleț de jucărie. Audiența a interpretat expresia actorului în funcție de context, văzând-o fie reflexivă, fie tristă, fie caldă, paternală. 
Sensul nu este indus de unul dintre elemente, ci de juxtapunerea lor. Sensul nu este spus sau arătat explicit, ci este creat în mintea privitorului. 

## Lumina
Construcția luminii se referă la controlul culorii și al luminii. Pe lângă rolul său în articularea mediului exterior, a cadrului, a felului în care obiectele arată, lumina are de asemenea o influență directă asupra emoțiilor privitorilor, asupra interiorității. În diferite contexte, lumina poate determina percepția unei imagini, făcând privitorii să recepteze meta-mesaje ce determină atmosfera sau emoția transmisă de o imagine.
Cele două tipuri principale de lumină sunt lumina clar obscură și lumina plată. 
Lumina clar obscură folosește de obicei fundaluri întunecate, unele zone fiind luminate puternic, iar altele întunecoase. Acest tip de lumină, numit și „low-key lighting”, poate genera efecte dramatice puternice. 
Lumina plată este un efect opus, folosind în loc de lumină direcționată, o lumină puternică care produce iluminarea lipsită de umbre. Ea oferă vizibilitate maximă, dar îi lipsește definiția spațială oferită de umbre. Lumina plată sugerează eficiență și exactitate, imagini curate. Lumina high-key este o formă de lumină plată care se obține folosind abundent lumini unidirecționale și fundaluri luminoase pentru a genera ideea de energie, vitalitate, veselie.

## Culoarea
Culoarea îndeplinește trei funcții majore: în primul rând oferă mai multă informație în legătură cu obiectele și evenimentele înfățișate, permițând privitorilor să le distingă mai bine. Este cazul culorilor semaforului sau al obiectelor cărora culoarea le conferă un sens simbolic. 
În al doilea rând culoarea poate contribui la echilibrul vizual al unei imagini, și, în plus, poate exprima calitatea esențială a lucrurilor, poate adăuga emoție și poate crea diverse stări. O scenă mai întunecată sau cu decor abia sugerat va evidenția performanța artistică a dansatorilor înveșmântați în haine intens colorate.
Funcția expresivă a culorilor este asociată cu energia relativă a fiecărei culori. Spre exemplu, culorile saturate atrag atenția și sunt potrivite pentru obiecte mai mici sau spre care vrem să orientăm atenția privitorului. De aceea, obiectele oferite copiilor sunt foarte colorate. În schimb, culorile care îți pierd intensitatea sau strălucirea cum sunt albul, griul, argintiul, negrul, ditrag atenția de la evenimentele exterioare favorizând concentrarea pe perceperea lumii interioare. Tocmai din acest motiv unele fotografii sau filme sunt alb-negru pentru a evita contemplarea peisajului exterior.  

## Timpul și mișcarea
În cazul secvențelor vizuale editate, trecerea timpului poate fi marcată prin schimbarea sau transformarea unor semne vizuale, prin semne indexicale: schimbarea culorii frunzelor, imaginea unui personaj secundar, îmbătrânirea unui personaj etc. Aceste semne funcționează atât indexical cât și în baza unor convenții cinematografice legate de mișcarea în spațiu și timp în mediul ficțional în relație cu realitatea. 
Folosind cadrele văzute dintr-o scenă, spectatorii își creează o hartă mentală a spațiului și timpului pentru a genera o continuitate a percepției mișcării, acțiunii și timpului. Câteodată editorii aleg să rupă în mod intenționat această continuitate pentru a scoate spectatorul din acest confort perceptual și a-l forța să devină reflexiv.
În cazul secvențelor ne-editate urmărite live, timpul este dependent de eveniment la fel ca în realitate. Nu se poate manipula durata evenimentului propriu-zis în cazul unei transmisiuni în direct. Nu poate fi arătat finalul unui eveniment înaintea începutului său. Secvențialitatea este una strictă și unidirecțională. Transmisiunea în direct are același tip de viitor deschis ca și realitatea propriu-zisă, iar continuitatea este implicită.

## Articole de estetică online
Ioana Baciu,Analiza unui stil estetic: STEAMPUNK Arhivat în 5 februarie 2022, la Wayback Machine., apărut în Revista Vox Philosophiae, Volumul I (2009), numărul 1, ISSN 2100-0069. 